# 클라스 폰투스 아르놀드손

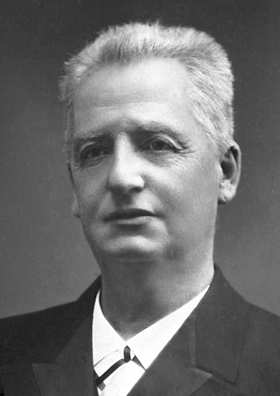
클라스 폰투스 아르놀드손

클라스 폰투스 아르놀드손(Klas Pontus Arnoldson, 1844년 10월 27일 ~ 1916년 2월 20일)은 스웨덴의 작가, 언론인, 정치인, 평화주의자로, 1908년 프레드리크 바예르와 함께 노벨 평화상을 수상했다. 스웨덴 평화 중재 협회의 설립자 가운데 한 사람이자 초대 회장이기도 하다.